# Sardón de Duero
Sardón de Duero es un municipio y una localidad de España situado en el este de la provincia de Valladolid, en el centro de la comunidad autónoma de Castilla y León. El acceso principal al pueblo se da por la carretera N-122, que conecta principalmente Valladolid con Soria. El término municipal de Sardón de Duero, que abarca una superficie de 19,71 km².

## Geografía

### Ubicación
Integrado en la comarca de Tierra de Pinares, se sitúa a 28 kilómetros de la capital provincial. El término municipal está atravesado por la carretera nacional N-122, entre los pK 332 y 336, y por una carretera local que conecta con Santibáñez de Valcorba. 
| Noroeste: Villabáñez           | Norte: Villavaquerín        | Noreste: Olivares de Duero      |
| Oeste: Villabáñez y Traspinedo |                             | Este: Quintanilla de Onésimo    |
| Suroeste: Traspinedo           | Sur: Santibáñez de Valcorba | Sureste: Quintanilla de Onésimo |

### Orografía
Sardón de Duero se localiza en la zona centro-oriental de la cuenca del Duero, donde predominan materiales de relleno del Terciario y Cuaternario. A la altura de la localidad contrasta el valle del Duero, encajado en los depósitos terciarios y cuyos materiales son cantos, gravas, arenas y arcillas del Cuaternario, con la morfología tabular de mesas o páramos a ambos lados del río Duero, compuestos de margas, yesos y calizas del Terciario. Su altitud media oscila entre los 870 metros al sur, en el vértice geodésico de pico Miranda, y los 710 metros, en la vega del Duero. El pueblo se alza a 742 metros sobre el nivel del mar.

### Clima
El clima en el municipio se clasifica como mediterráneo continentalizado, de inviernos fríos con frecuentes heladas, y veranos cálidos y secos. La oscilación térmica anual ronda los 20 °C mientras que la diaria supera en ocasiones los 15 °C. Las precipitaciones se reparten de forma irregular a lo largo del año, con escasez de las mismas en verano, concentrándose al final del otoño, en los meses invernales y en primavera.
Según la clasificación climática de Köppen Sardón de Duero se encuadra en la variante Csb, es decir, clima mediterráneo de veranos suaves, con la media del mes más cálido no superior a 22 °C pero superándose los 10 °C durante cinco o más meses. Se trata de un clima de transición entre el mediterráneo (Csa) y el oceánico (Cfb). Sobre la base de los datos de la estación meteorológica situada en la Granja, a 2 kilómetros de distancia, los parámetros climáticos promedio aproximados del municipio son los siguientes:
| Parámetros climáticos promedio de Sardón de Duero. Granja (temperaturas y precipitaciones)                                        | Parámetros climáticos promedio de Sardón de Duero. Granja (temperaturas y precipitaciones) | Parámetros climáticos promedio de Sardón de Duero. Granja (temperaturas y precipitaciones) | Parámetros climáticos promedio de Sardón de Duero. Granja (temperaturas y precipitaciones) | Parámetros climáticos promedio de Sardón de Duero. Granja (temperaturas y precipitaciones) | Parámetros climáticos promedio de Sardón de Duero. Granja (temperaturas y precipitaciones) | Parámetros climáticos promedio de Sardón de Duero. Granja (temperaturas y precipitaciones) | Parámetros climáticos promedio de Sardón de Duero. Granja (temperaturas y precipitaciones) | Parámetros climáticos promedio de Sardón de Duero. Granja (temperaturas y precipitaciones) | Parámetros climáticos promedio de Sardón de Duero. Granja (temperaturas y precipitaciones) | Parámetros climáticos promedio de Sardón de Duero. Granja (temperaturas y precipitaciones) | Parámetros climáticos promedio de Sardón de Duero. Granja (temperaturas y precipitaciones) | Parámetros climáticos promedio de Sardón de Duero. Granja (temperaturas y precipitaciones) | Parámetros climáticos promedio de Sardón de Duero. Granja (temperaturas y precipitaciones) |
| Mes | Ene.                                                                                       | Feb.                                                                                       | Mar.                                                                                       | Abr.                                                                                       | May.                                                                                       | Jun.                                                                                       | Jul.                                                                                       | Ago.                                                                                       | Sep.                                                                                       | Oct.                                                                                       | Nov.                                                                                       | Dic.                                                                                       | Anual                                                                                      |
| --- | ------------------------------------------------------------------------------------------ | ------------------------------------------------------------------------------------------ | ------------------------------------------------------------------------------------------ | ------------------------------------------------------------------------------------------ | ------------------------------------------------------------------------------------------ | ------------------------------------------------------------------------------------------ | ------------------------------------------------------------------------------------------ | ------------------------------------------------------------------------------------------ | ------------------------------------------------------------------------------------------ | ------------------------------------------------------------------------------------------ | ------------------------------------------------------------------------------------------ | ------------------------------------------------------------------------------------------ | ------------------------------------------------------------------------------------------ |
| Temp. media (°C) | 3.70                                                                                       | 5                                                                                          | 7.40                                                                                       | 9.20                                                                                       | 12.90                                                                                      | 17.50                                                                                      | 20.90                                                                                      | 20.50                                                                                      | 17.10                                                                                      | 12.30                                                                                      | 7                                                                                          | 4.20                                                                                       | 11.5                                                                                       |
| Precipitación total (mm) | 44.20                                                                                      | 35.60                                                                                      | 30.40                                                                                      | 43.10                                                                                      | 50.10                                                                                      | 37.40                                                                                      | 16.70                                                                                      | 15                                                                                         | 33.60                                                                                      | 49                                                                                         | 52.60                                                                                      | 44.90                                                                                      | 452.6                                                                                      |
| Fuente: Ministerio de Agricultura, Alimentación y Medio Ambiente. Datos de precipitación (1961-2003) y de temperatura (1961-2003) |                                                                                            |                                                                                            |                                                                                            |                                                                                            |                                                                                            |                                                                                            |                                                                                            |                                                                                            |                                                                                            |                                                                                            |                                                                                            |                                                                                            |                                                                                            |

## Historia
El espacio ribereño comprendido entre Tudela de Duero y Quintanilla de Arriba fue testigo desde la Edad Media de una próspera colonización llevada a cabo por los concejos y los monasterios. En este tramo hubo tres fundaciones monásticas que surgieron a partir del siglo XI, todas con sus granjas y extensiones agrícolas: Santa María de Duero o de las Mamblas, Santa María de Retuerta y Santa María de Valbuena. Por su parte la colegiata de Santa María de Valladolid también tuvo patrimonio en estas tierras y fundó un priorato en La Quemada de Olivares, en los alrededores de Olivares de Duero, cuya principal riqueza fue la plantación de olivos, cultivo recuperado con buenos resultados en el siglo XX.

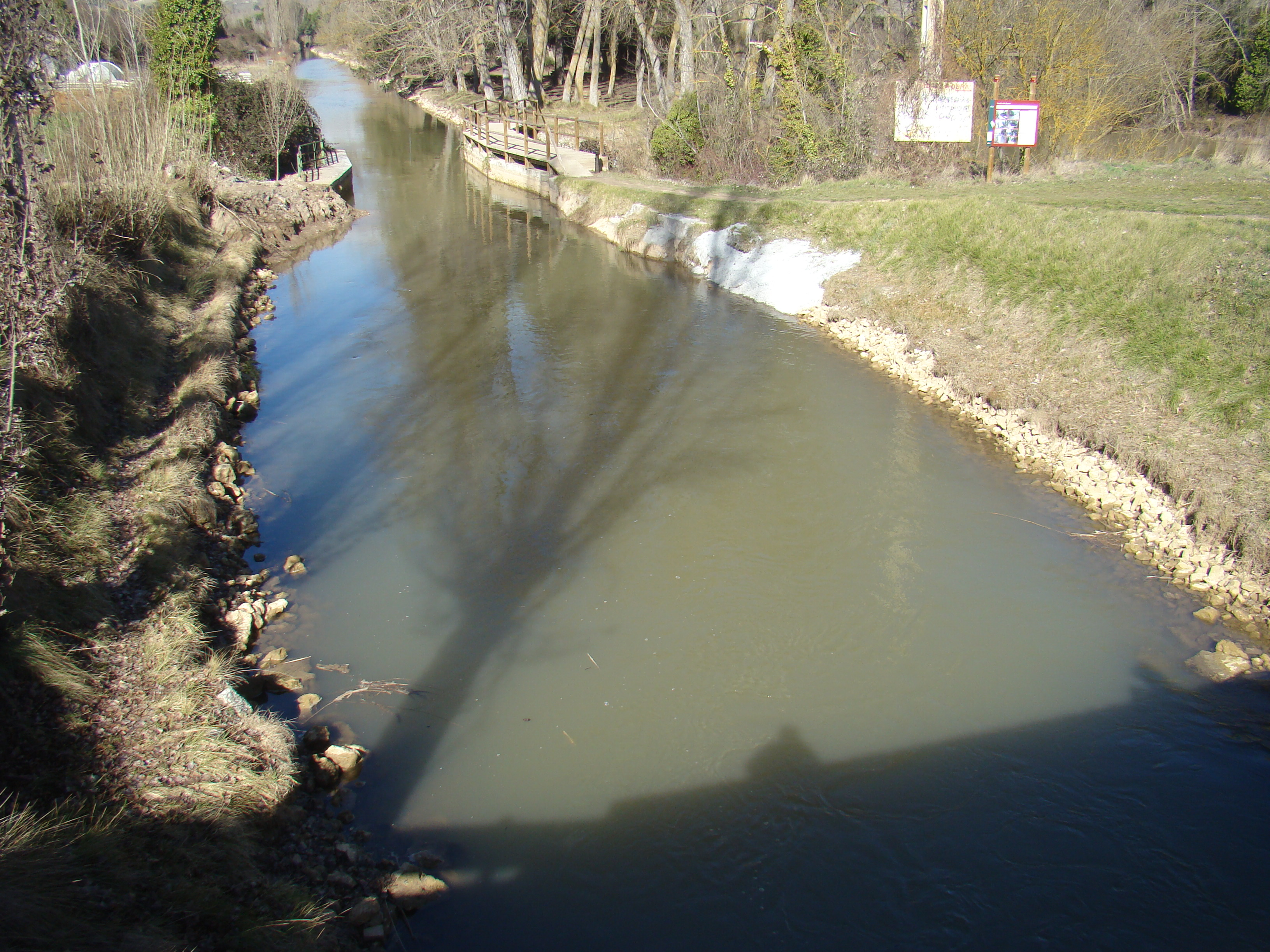
Canal del Duero a su paso por Sardón

La ribera quedó así colonizada y además de las grandes extensiones propiedad de los monasterios surgieron a su amparo pequeñas granjas o aldeas, un número sustancioso de presas, acequias, pesqueras y aceñas (o molinos harineros de agua) que aprovechaban las aguas del Duero. El paisaje ribereño de este tramo se vio favorecido y aprovechado todavía más con la construcción paralela al río del canal del Duero (1880-1886). Las plantaciones de los viñedos cuyas cepas trajeron aquellos primeros monjes franceses que regentaron estos monasterios ocuparon desde antiguo grandes espacios. En la ribera no faltaba el agua por lo que hubo también cultivos de huerta, árboles frutales y otros árboles destinados a la regulación de cortas.
Sardón de Duero se desarrolló en el entorno de la abadía de Retuerta en calidad de granja perteneciente al monasterio y explotada por colonos. Hasta el siglo XIV no se han encontrado noticias exactas sobre la población; en ese siglo pertenecía a la merindad del Infantazgo de Valladolid y era lugar solariego. Sus señores eran el abad del monasterio y el merino de Retuerta Ruy González de Castañeda.
A principios del siglo XIX, Sebastián Miñano, en su Diccionario geográfico y estadístico de España y Portugal (1826-1829), señalaba que era villa de señorío perteneciente a la provincia de Valladolid, partido de Peñafiel y obispado de Palencia. Describe el lugar a la izquierda del Duero, en un llano y ancho valle por el cual discurre el río rodeado de pinares. Indica que la granja de Sardoncillo, en la orilla derecha del Duero, pertenece al monasterio de Padres canónigos Mostenses de Retuerta. Su población era de 35 vecinos, 136 habitantes, y producía vino, trigo, centeno, cebada, avena, frutas, legumbres, ganado lanar, cabrío, de cerda y vacuno. Su industria eran dos fábricas de papel, una con tres tintas y otra con una.
Tras la caída del Antiguo Régimen quedó constituido en ayuntamiento constitucional. A mediados de siglo Pascual Madoz, en su Diccionario geográfico-estadístico-histórico de España y sus posesiones de Ultramar (1845-1850), lo sitúa en la provincia, audiencia territorial y capitanía general de Valladolid, partido judicial de Peñafiel y diócesis de Palencia. Describe su situación en llano, en la margen izquierda del río Duero, disfrutando de un clima saludable. Contaba con 42 casas, la consistorial, cárcel, escuela de instrucción primaria, la iglesia parroquial de San Juan, una ermita, el exmonasterio de Retuerta y el despoblado de Sardoncillo. Su terreno era en su mayor parte arenoso y flojo, con un monte poblado de encinas y pinos. Su producción era de trigo, cebada, centeno, legumbres y vino. Había caza de perdices y liebres y pesca de barbos y anguilas. Su industria era la agrícola y dos fábricas de papel y su población era de 45 vecinos, 187 almas.
En 1895 se abrió al tráfico la línea Valladolid-Ariza, que permitió la conexión de la comarca con el resto de la red ferroviaria española. El municipio contaba con una estación de ferrocarril propia, que disponía de importantes instalaciones. La línea fue cerrada al tráfico de pasajeros en enero de 1985 por ser considerada deficitaria.

## Geografía humana

### Demografía
Cuenta con una población de 607 habitantes (INE 2024).
| Gráfica de evolución demográfica de Sardón de Duero entre 1842 y 2021                                                                                       |
| |
| Población de derecho según los censos de población del INE Población de hecho según los censos de población del INEEn este censo se denominaba Sardón: 1842 |

### Economía

#### Agricultura y ganadería
Se cultiva cebada, trigo, maíz, girasol, patatas, puerros, zanahoria, remolacha, lechuga, guisantes, apio, centeno, avena y alfalfa. Anteriormente predominaba la explotación directa pero con el tiempo hubo un cambio hacia el arrendamiento, siendo ya pocos los agricultores o cooperativas que labran sus propias tierras.
La ganadería porcina se encuentra estabulada y se emplea para carne; la ovina apenas tiene representación en el pueblo y hay algunas granjas avícolas para carne y recogida de huevos.

#### Industria

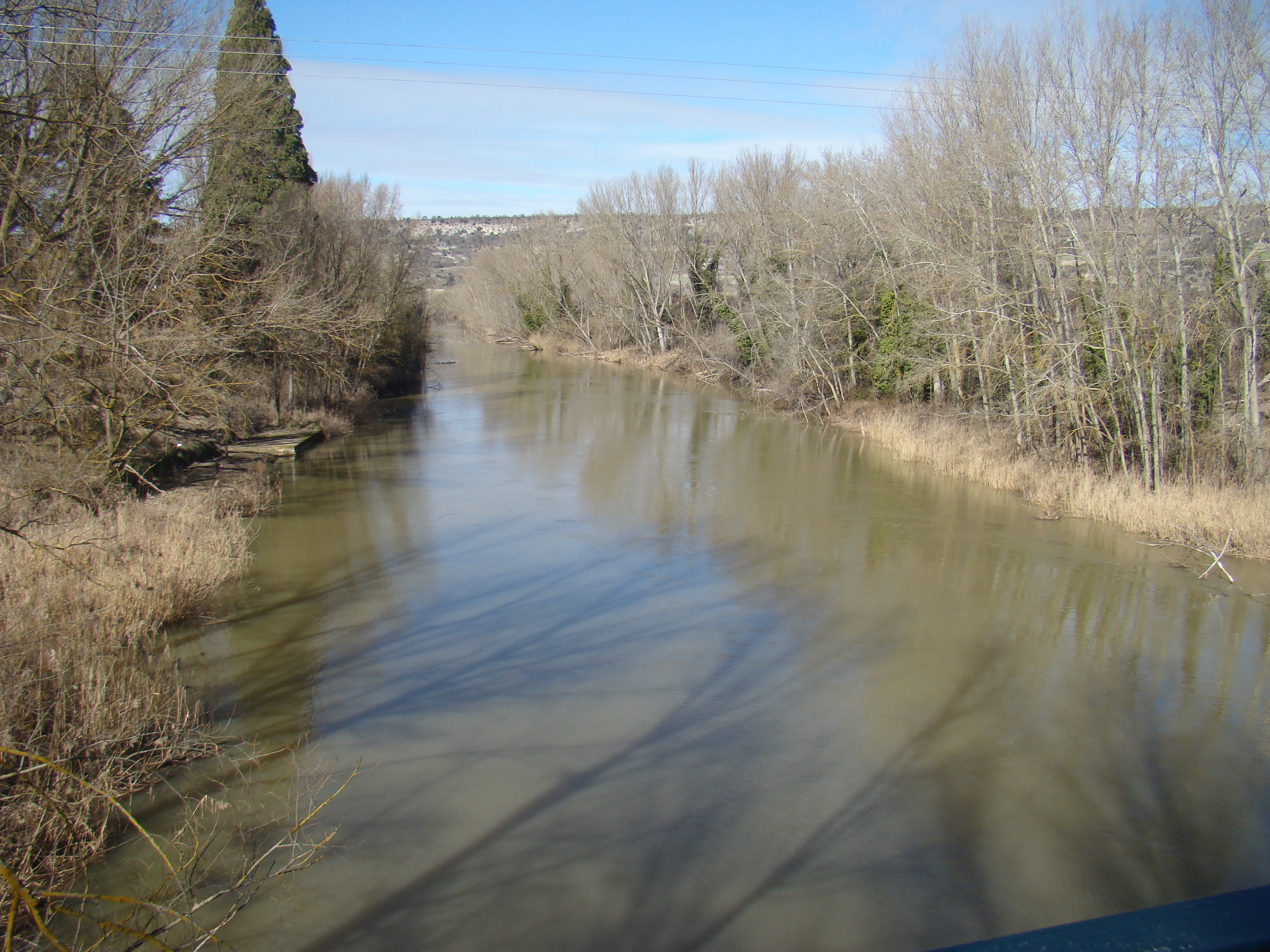
El Duero a su paso por Sardón

La actividad industrial y empresarial de Sardón de Duero ha crecido notablemente en los últimos años, destacando la incorporación al sector de las energías renovables, instalando varias centrales solares en el pueblo. También se tiene en cuenta la energía hidroeléctrica aprovechando el paso del río Duero por el pueblo, y son dos las centrales que operan y abastecen de suministro eléctrico a Sardón y otros pueblos próximos. La industria también ha aumentado en el sector de la repostería con la ampliación e internacionalización de la empresa Mantecadas Posadas, que tiene casi 90 años de historia.

## Patrimonio
El origen de Sardón fue una colonización subordinada al monasterio de Retuerta que no llegó a ser nunca señorío dependiente de un noble; por eso su caserío no cuenta con casas ilustres de la Edad Media o Edad Moderna, ni con una iglesia suntuosa. La iglesia y el molino o fábrica de papel edificado en el siglo XIX sobre el arroyo Valimón son los edificios más importantes que se destacan en la localidad, mientras que el término municipal cuenta con la abadía de Retuerta y el término agrícola de Sardoncillo o Granja de Sardón.

### Iglesia de San Juan Bautista

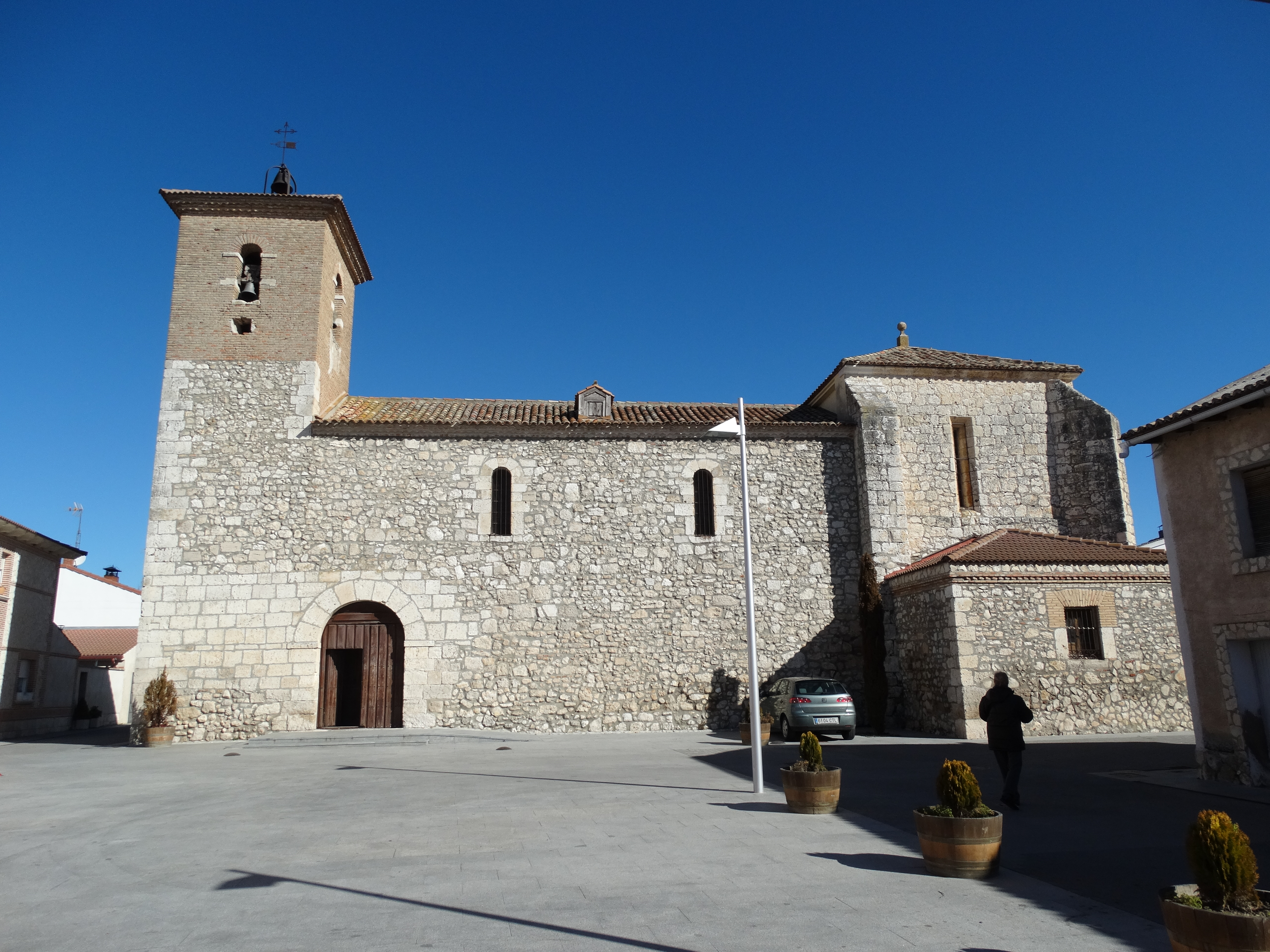
Edificio de la iglesia con la torre cuyo remate fue restaurado con ladrillo

Es un templo católico del siglo XVI sin pretensiones artísticas, sencillo, de una sola nave. Está construido con mampostería excepto sus ángulos que están reforzados con sillares. A mediados del siglo XVIII sufrió un derrumbe y hubo que rehacerlo casi entero, siendo el maestro de obras Manuel Martínez. También se hicieron obras en la torre renovando todo el segundo cuerpo con fábrica de ladrillo en lugar de mampostería y sillares. La puerta de acceso al templo se abre en el muro sur. Es de medio punto con dovelas sencillas. El interior es sobrio, con las paredes de mampostería sin encalar. La bóveda sobre el presbiterio es gótica, de crucería.
En su interior alberga tres retablos procedentes de la desamortización de la abadía de Retuerta. Uno de ellos es utilizado como retablo mayor; es un retablo clasicista del siglo XVII, de un solo cuerpo y tres calles separadas por columnas estriadas con capiteles dóricos. Las dos calles laterales se modificaron en el siglo XVIII y se convirtieron en calles-relicario con hornacinas de decoración rococó y cristales a modo de cerramiento. En la predela se colocaron otras cuatro hornacinas siguiendo el mismo sistema. Después los cristales se sustituyeron por espejos. En el lugar central del retablo se encuentra un crucifijo de marfil, de 58 cm. Es obra de mediados del siglo XVIII. El retablo se remata con un ático donde se colocó la escultura de san Juan Bautista de un escultor anónimo vallisoletano del siglo XVII.
Otro de los retablos está situado en la pared del lado de la Epístola. Las imágenes que muestra no son de Retuerta pero sí el relieve del ático con una escena de la Virgen y Santa Gertrudis. El tercer retablo procedente de Retuerta es gemelo de este y se halla en el lado del Evangelio. Ocurre lo mismo con los santos que cobija y con el relieve original del ático representando un milagro de San Norberto. Ambos retablos son del escultor Pedro Bahamonde.

Retablos procedentes de Retuerta
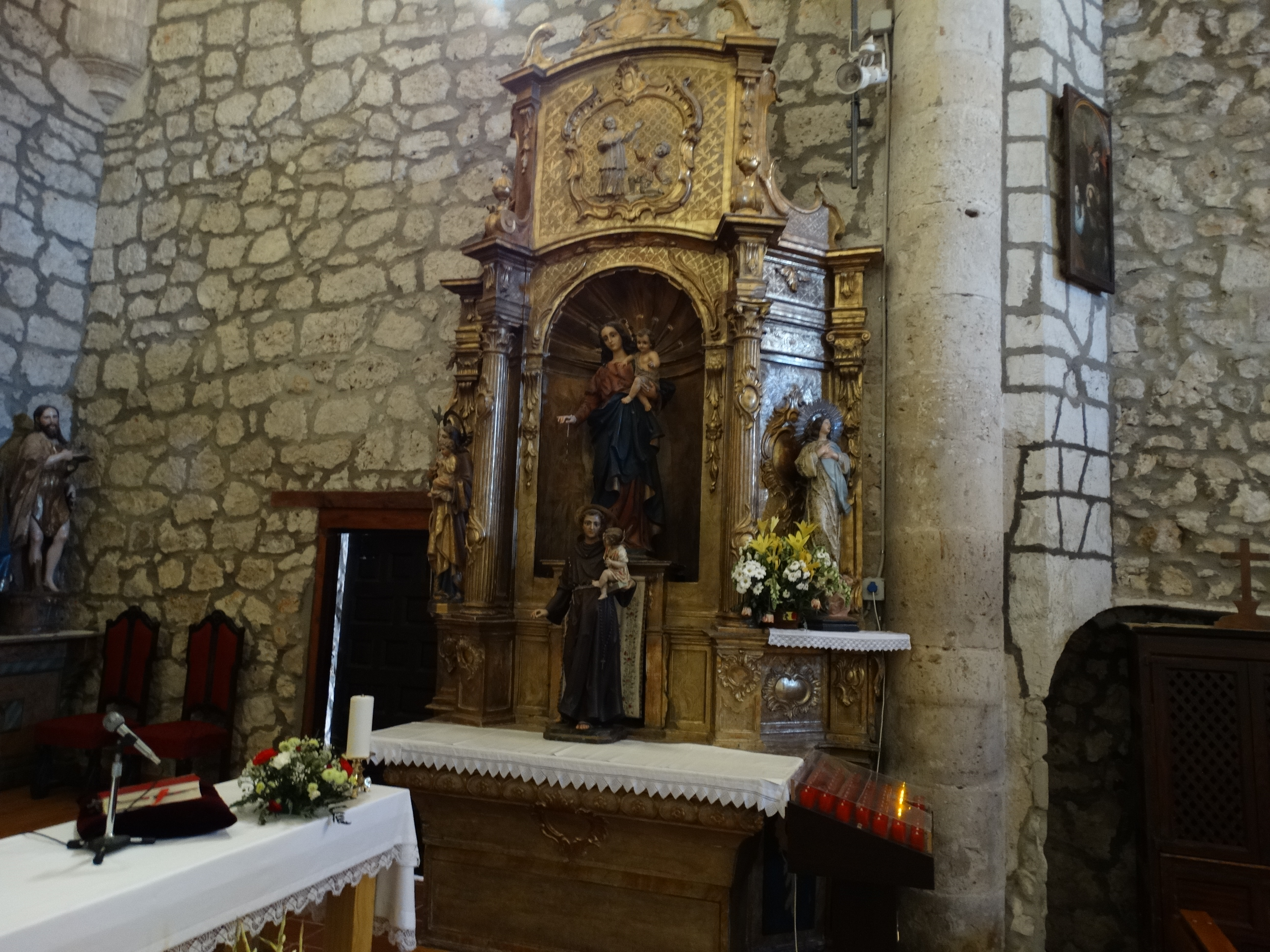
Retablo situado en el lado del Evangelio
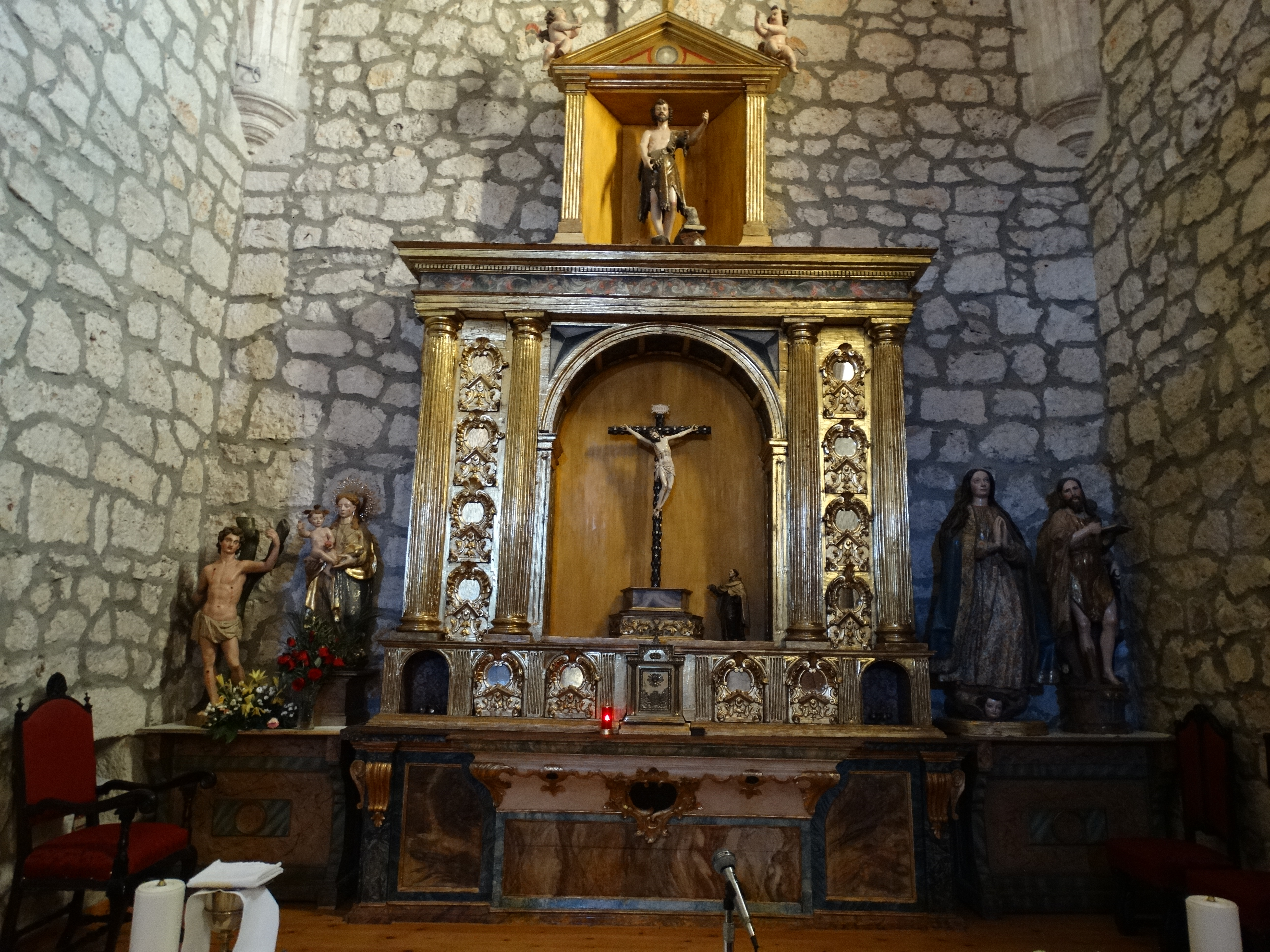
Retablo utilizado como retablo mayor
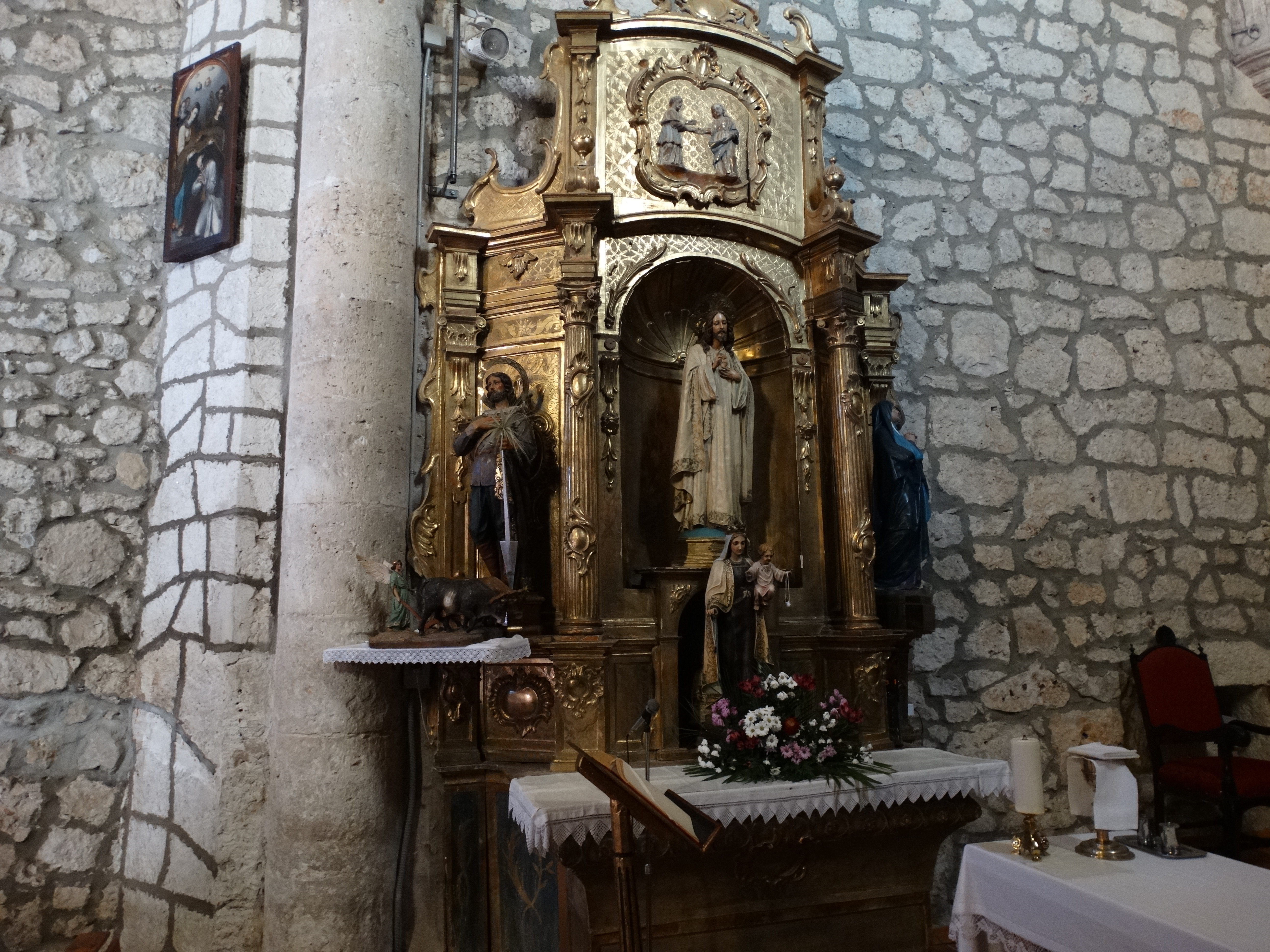
Retablo situado en el lado de la Epístola

La iglesia guarda además otros objetos dispersos de los monasterios de Retuerta y la Armedilla, como lienzos, orfebrería, santos de devoción.

### Molino de Santa Eugenia

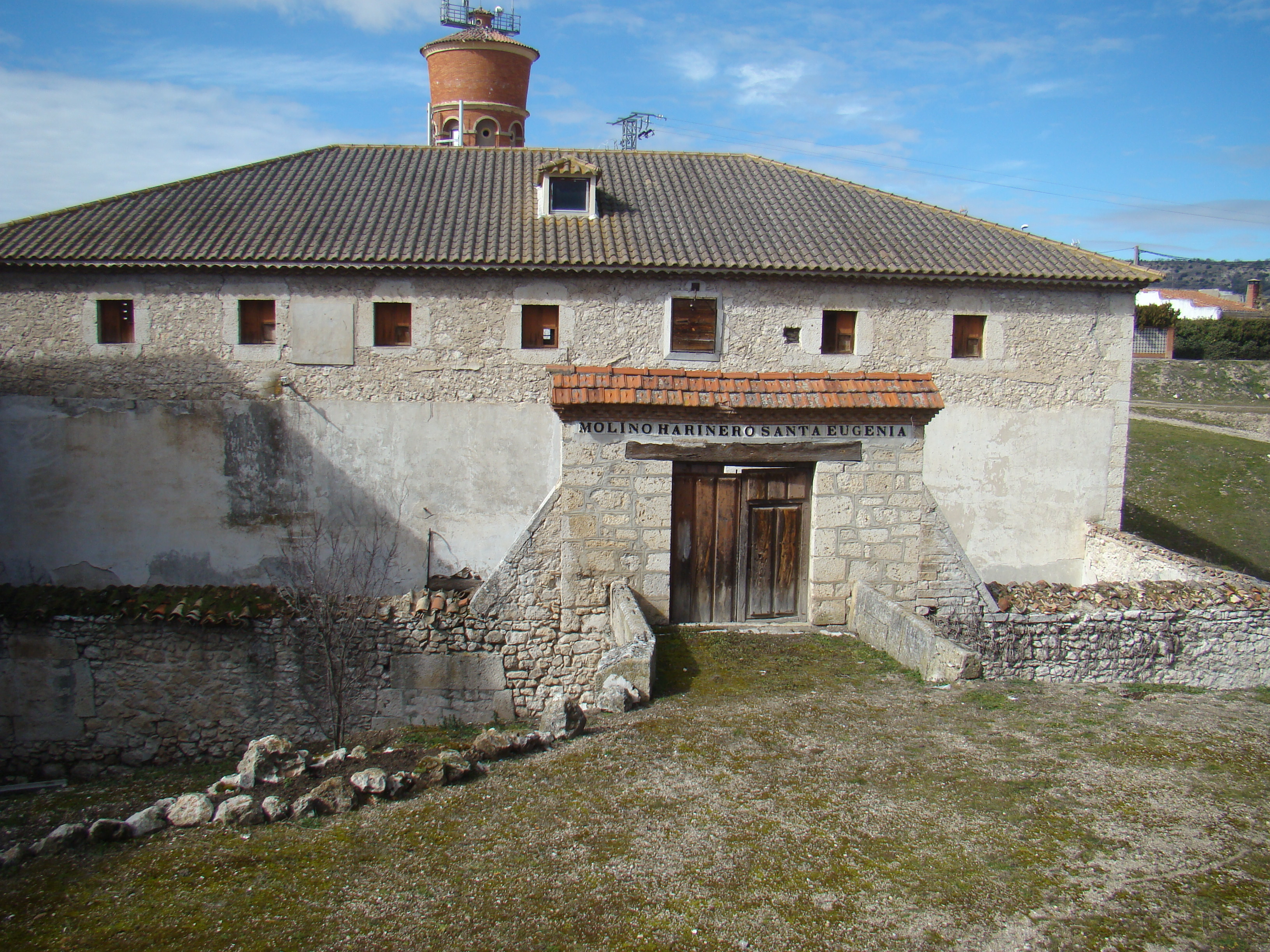
Molino harinero de Santa Eugenia

Es un complejo industrial levantado sobre el arroyo Valimón, que atraviesa la localidad de sur a norte, y que tras proporcionar el agua al molino va a desembocar al río Duero. El molino fue construido en 1814 por el industrial Millán Alonso Tejada, que era propietario también de otras dos fábricas de papel en la cercana localidad de Quintanilla. El molino de Sardón funcionó como fábrica de papel de fumar (para liar cigarrillos). Como recuerdo de aquel comercio queda el nombre de la calle perpendicular al molino: calle de la Papelería.
Después de funcionar como molino de papel fue fábrica de luz hasta que hacia 1930 se trasformó en molino harinero; este cometido duró hasta mediados de la década los años sesenta. De esta última etapa es el rótulo que lleva en la fachada: Molino harinero de Santa Eugenia

Molino de Santa Eugenia
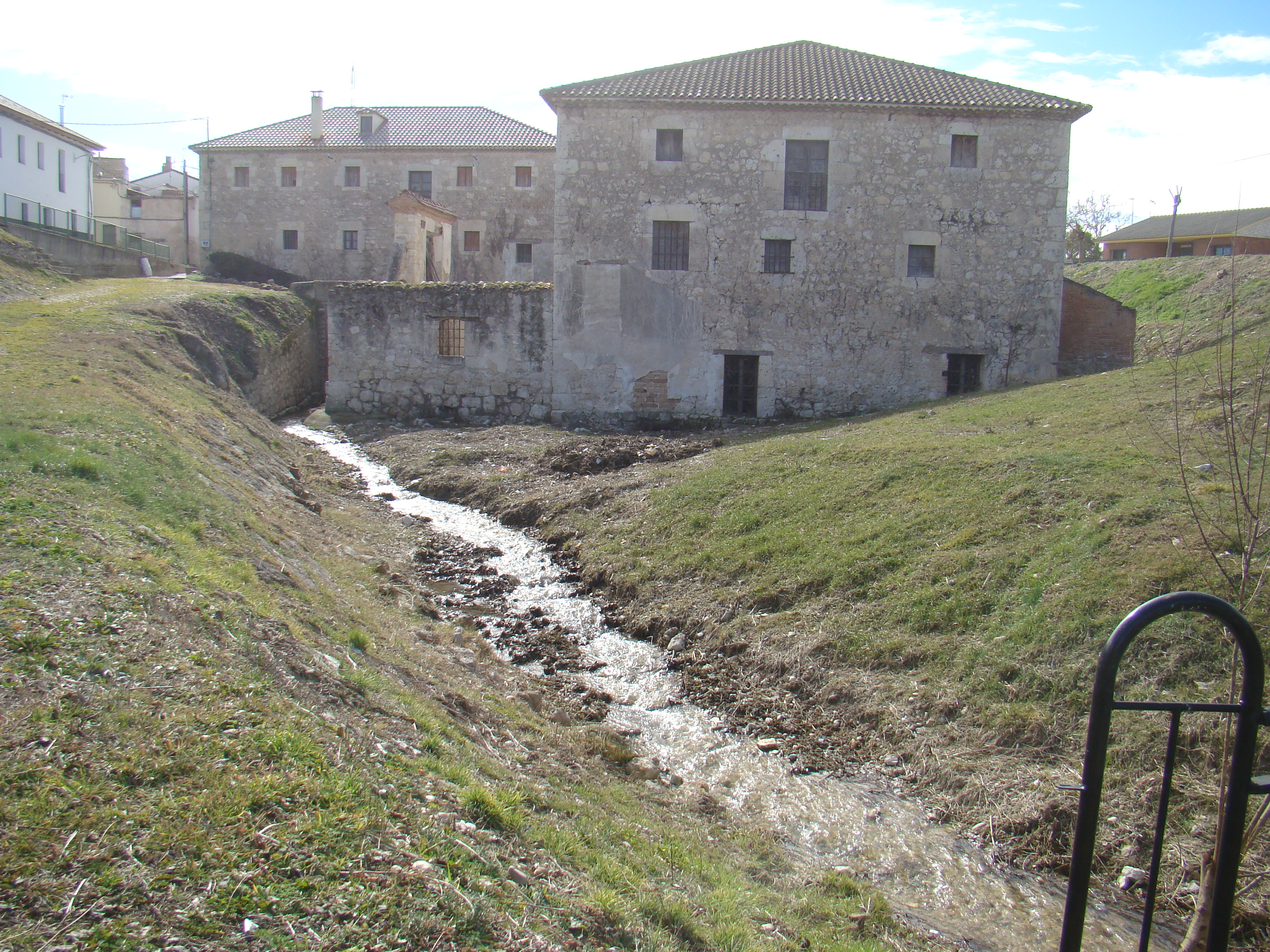
Complejo de edificios. En primer término el arroyo Valimón
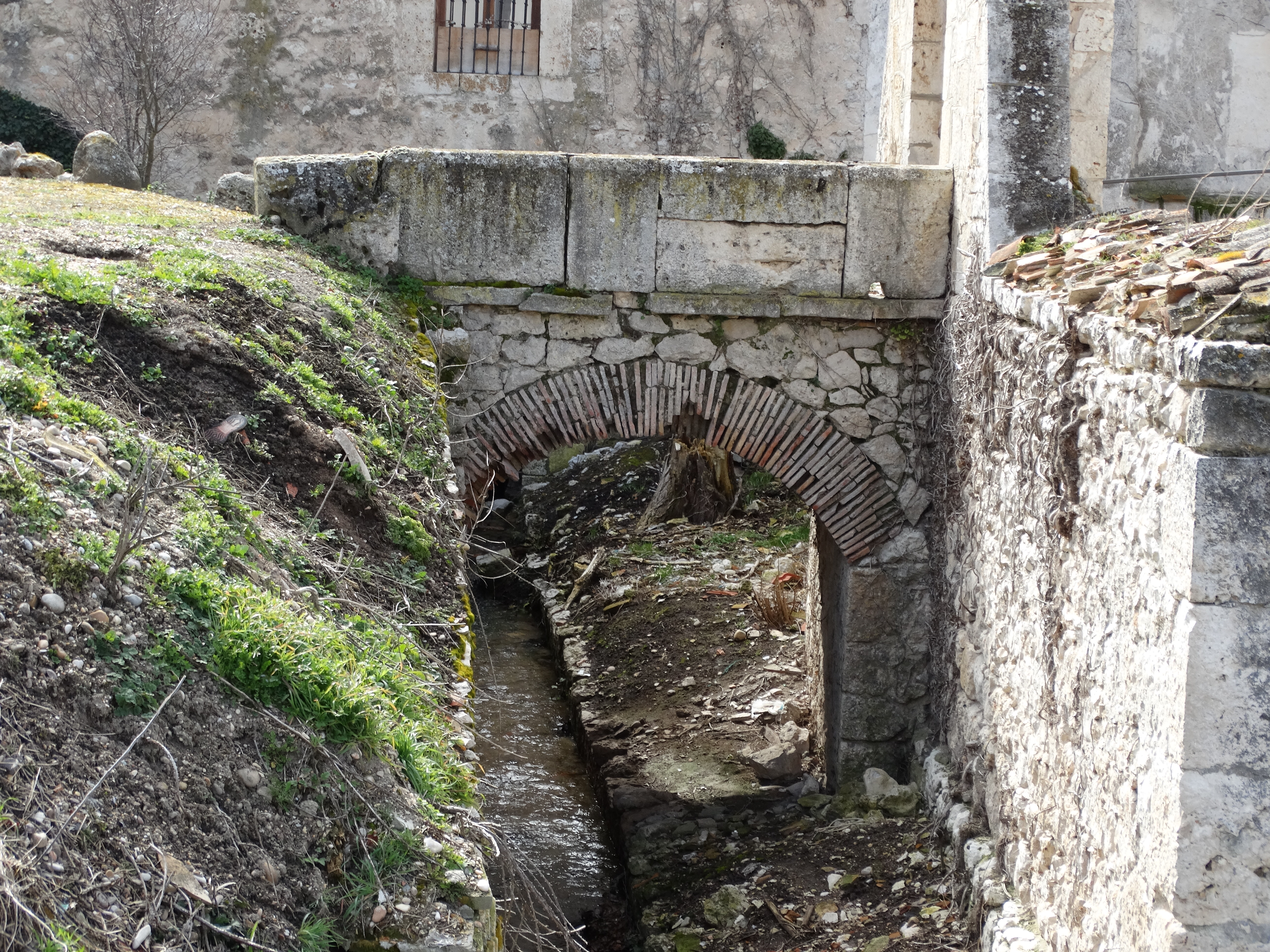
Cauce del arroyo pasando a las instalaciones del molino
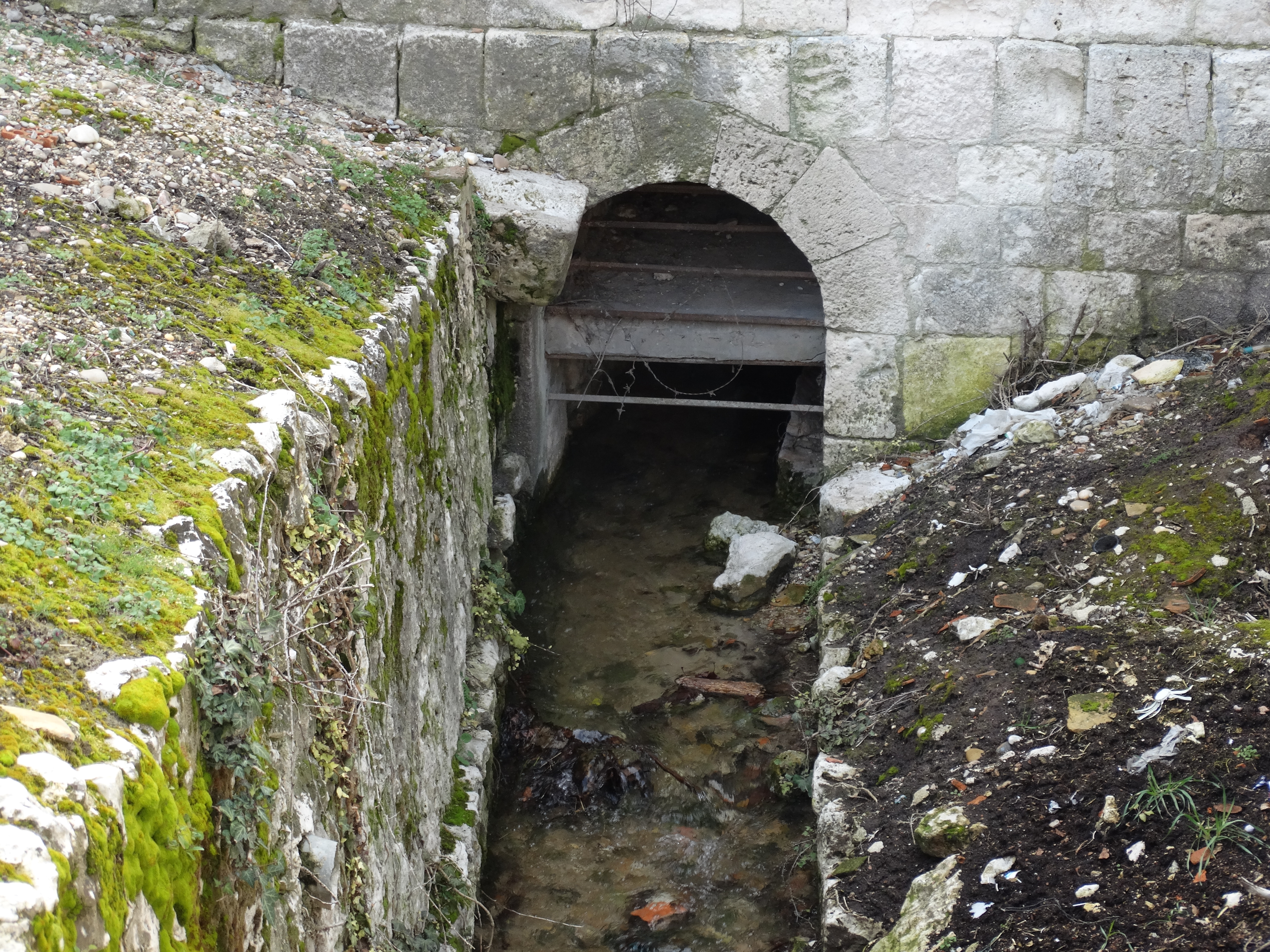
Salida del agua por debajo del molino

### Jardín del Carretero

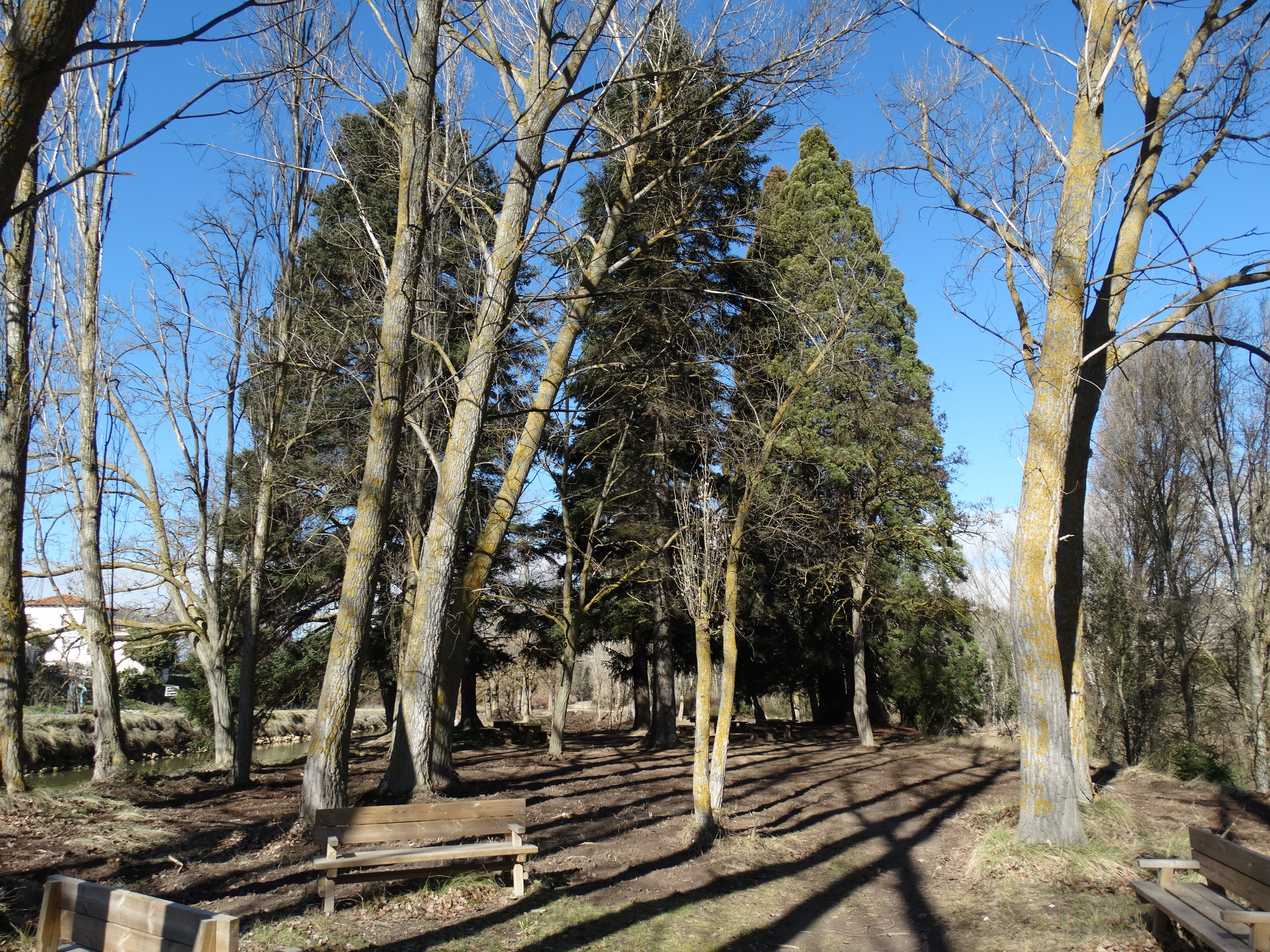
Jardín del Carretero con las secuoyas

Es un espacio que se halla a la salida del pueblo, entre el canal del Duero y el propio río Duero, donde ambos discurren paralelos. El lugar se caracteriza por la plantación de árboles exóticos; a su amparo el Ayuntamiento ha instalado unas mesas con bancos de madera para solaz de los vecinos. El plantío data de los años 1889 y 1890 que son las fechas de las Exposiciones Universales de París. Había carreteros profesionales que recibían encargos de plantones que se vendían en las dos exposiciones citadas. Los clientes eran hacendados que querían lucir esos árboles en sus fincas y jardines. Los ejemplares que se plantaron aquí fueron los sobrantes de algún carretero que, o compró de más o sus clientes no los aceptaron a última hora. Son excepcionales por su belleza y tamaño las dos secuoyas gemelas.

### Estación de tren

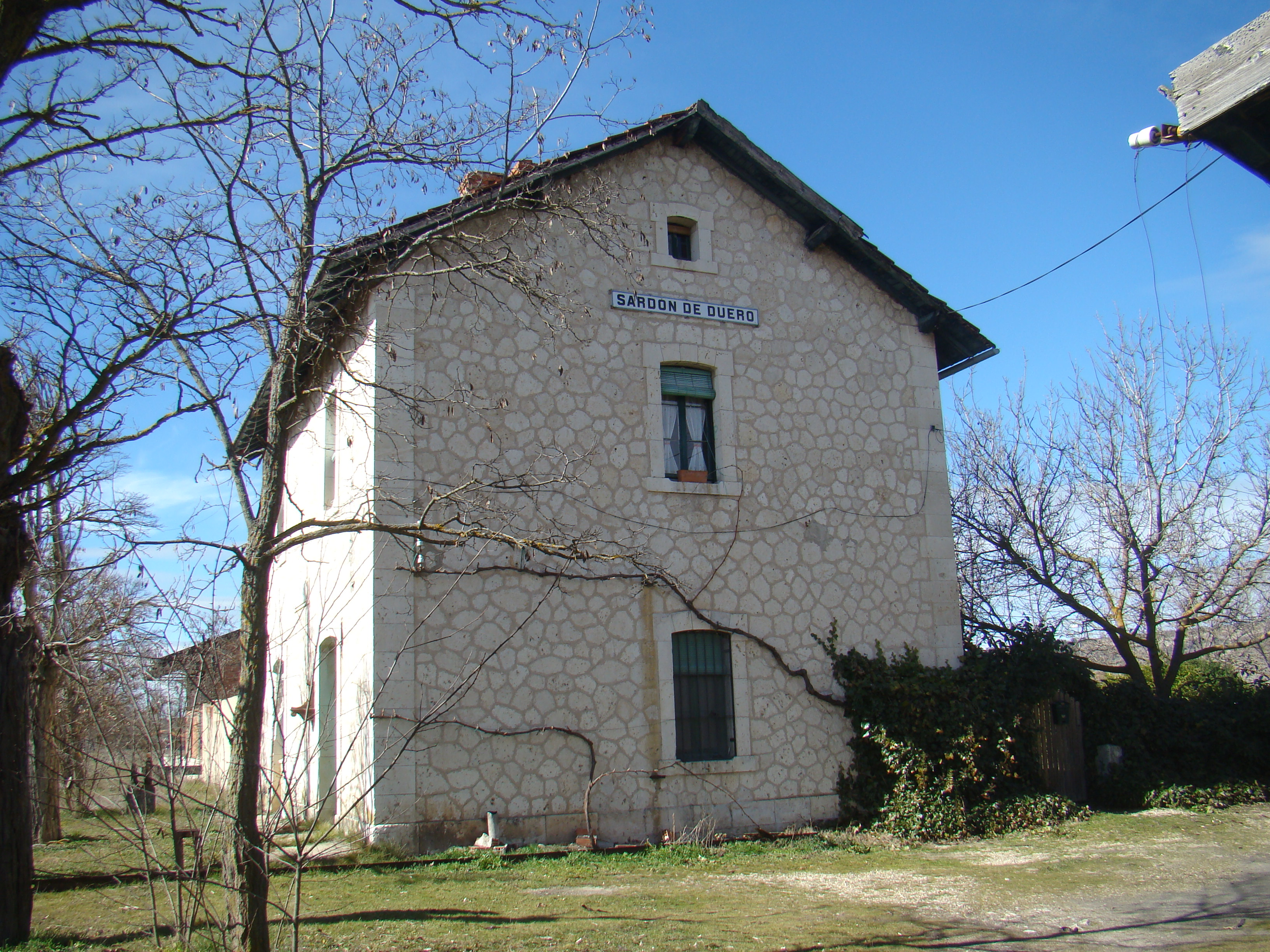
Edificio de viajeros; en buen estado de conservación y habitado

Pertenece a la línea de ferrocarril Valladolid-Ariza, ya en desuso. Fue la cuarta de las estaciones en el km 31,239. En su origen fue una estación de cuarta clase que tenía la vía principal más una vía de muelle y otra de sobrepaso. Tuvo una grúa hidráulica situada entre la vía principal y la de sobrepaso y una báscula puente de 20 Tm (tonelada métrica) que fue sustituida más tarde por otra de 30 Tm; tuvo además un gálibo.
En 1978 existía aún una cierta actividad y se instalaron las semibarreras automáticas en el paso a nivel del P.K. 30,952; en la propia estación había una señal avanzada por un lado y una señal de semáforo por el otro. En 1980 la estación alcanzó la categoría de 3.ª clase porque se instaló una segunda vía de apartado para dar servicio a un polvorín que tenía el Parque de Artillería soterrado en un monte próximo. Esta nueva vía se colocó sobre traviesas de hormigón bibloque y carriles de 45 kg/m. Para facilitar la carga y descarga se asfaltó una porción de terreno. En 1982 la estación tenía la categoría de apartadero-cargadero y el 15 de enero de 1985 sólo era cargadero.
Se conserva el edificio de viajeros habitado por particulares. Se conserva en pie, aunque con las puertas cegadas y sin uso. El edificio de servicios mantiene las placas cerámicas casi desaparecidas, donde aún se puede leer Retrete caballeros, Retrete señoras, Retrete urinario, Lampistería. La lampistería era el almacén de lámparas de petróleo para las locomotoras a vapor. En 1992 desaparecieron el depósito de agua y la grúa hidráulica.

Vistas de la estación
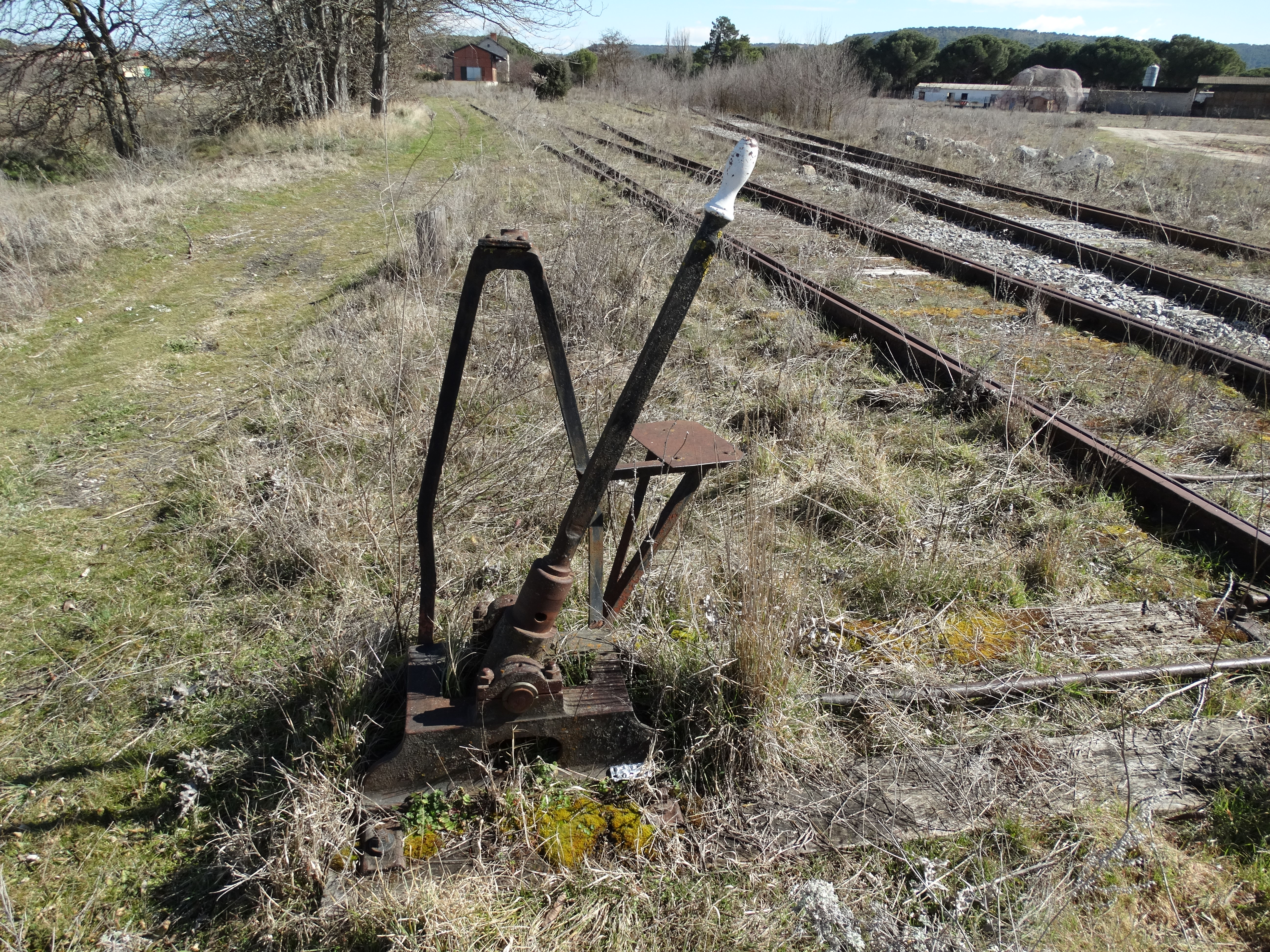
Vías principal y de sobrepaso. En primer plano, palanca de cambio de agujas
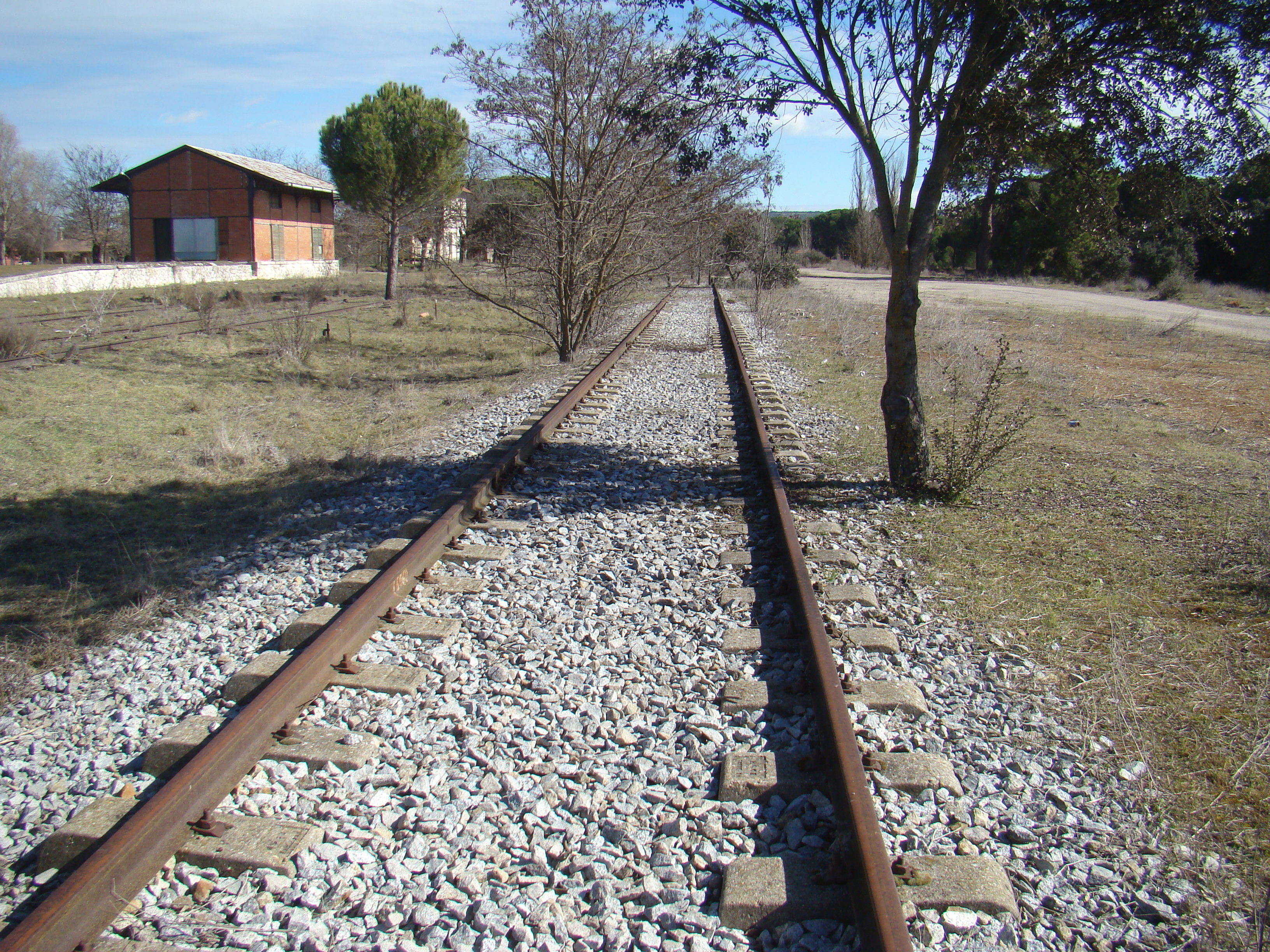
Vías para el Parque de Artillería con las traviesas de hormigón
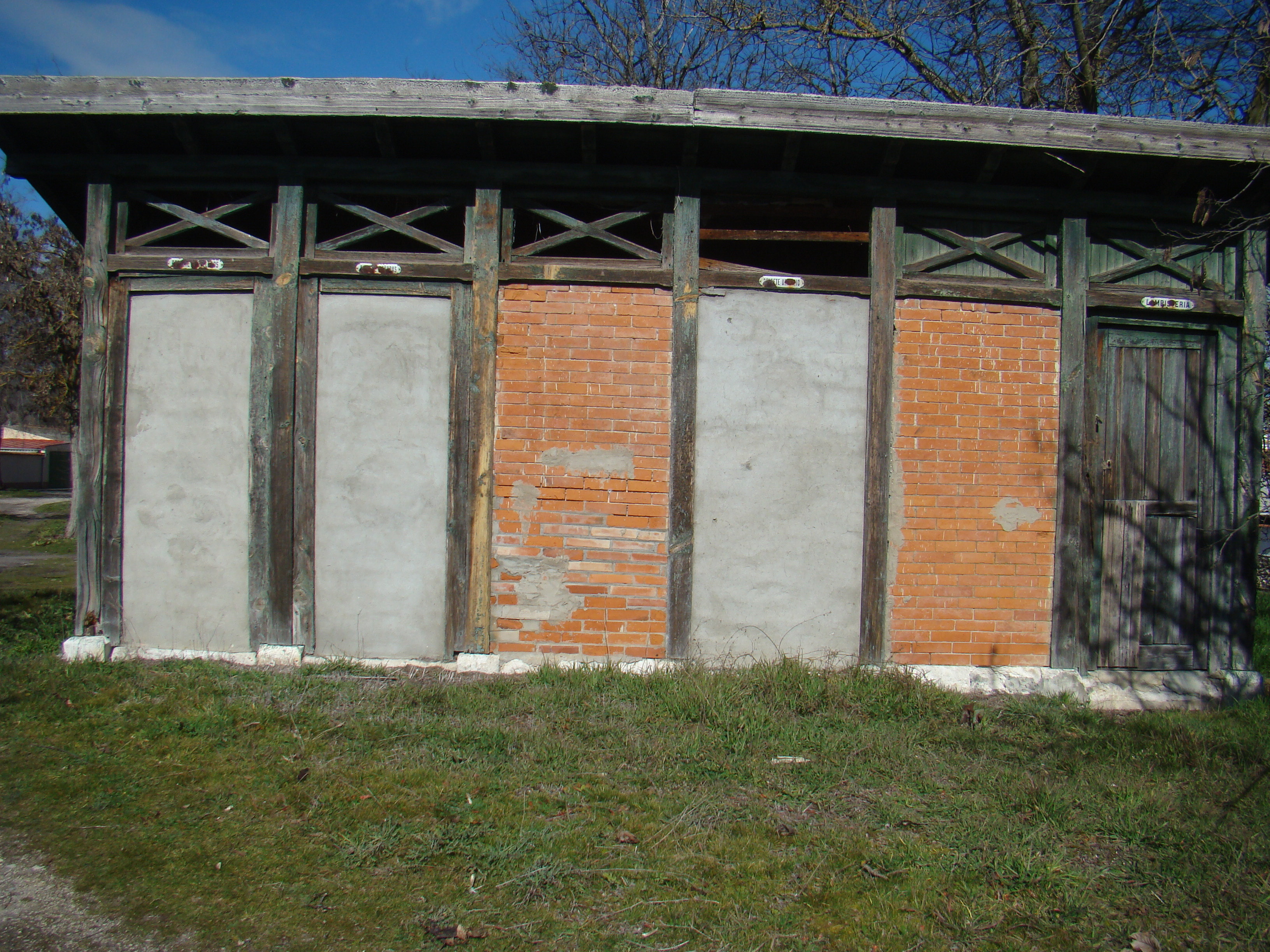
Edificio de servicios con las placas cerámicas de entrada muy deterioradas

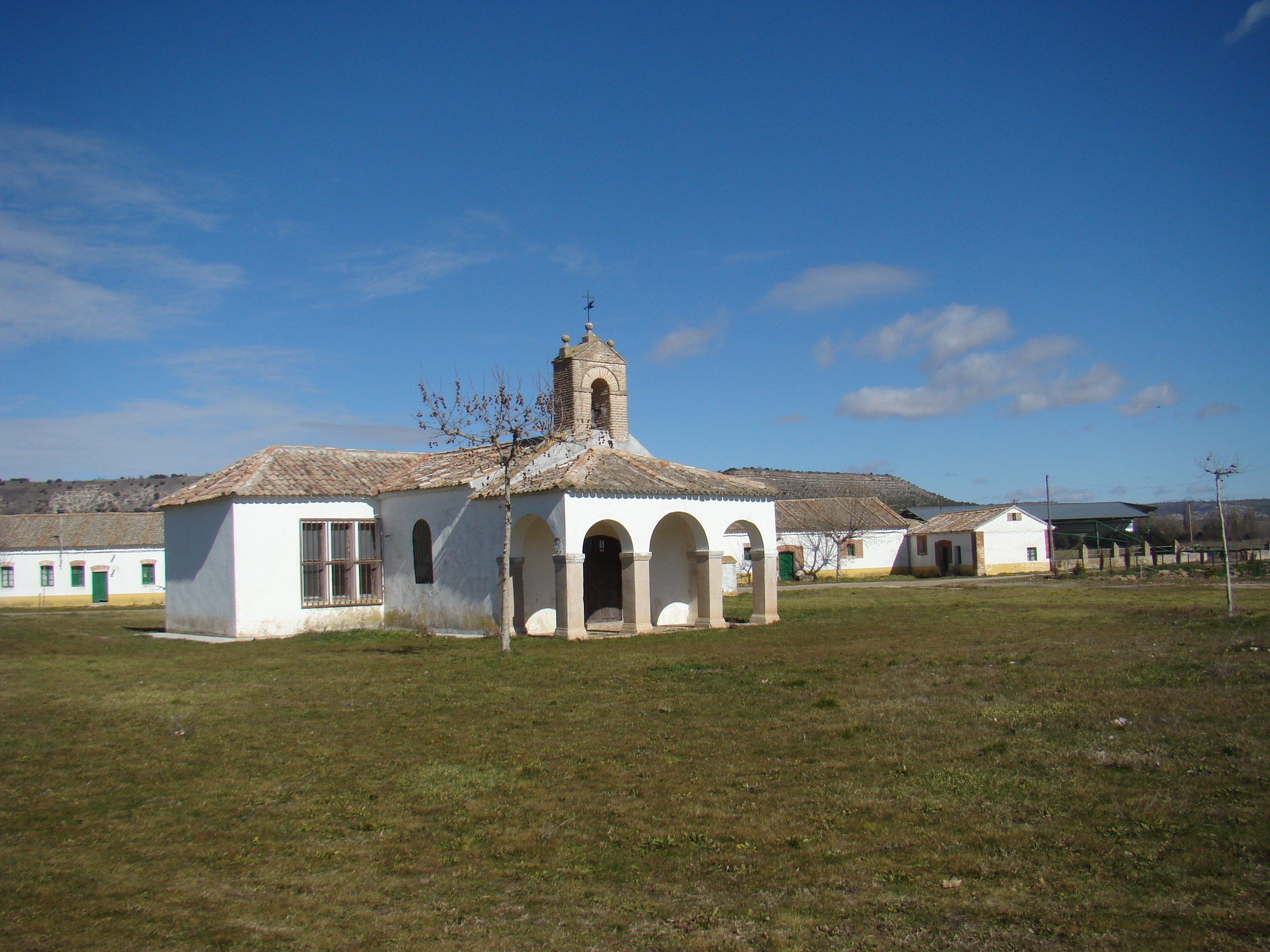
Ermita y entorno

### Sardoncillo
A menos de dos kilómetros de Sardón y cruzando el río Duero se encuentra el poblado de Sardoncillo (topónimo antiguo), conocido como Granja de Sardón. En su origen fue un núcleo de colonos dependientes de la abadía de Retuerta. La mole del monasterio se alcanza a ver a poca distancia separada por el cauce del río. Sardoncillo tuvo iglesia, que es la ermita situada en el centro de una gran explanada —aunque este edificio no es el original—. En esta ermita se guarda la imagen románica de Fuentes Claras.

### Monasterio de Santa María de Retuerta

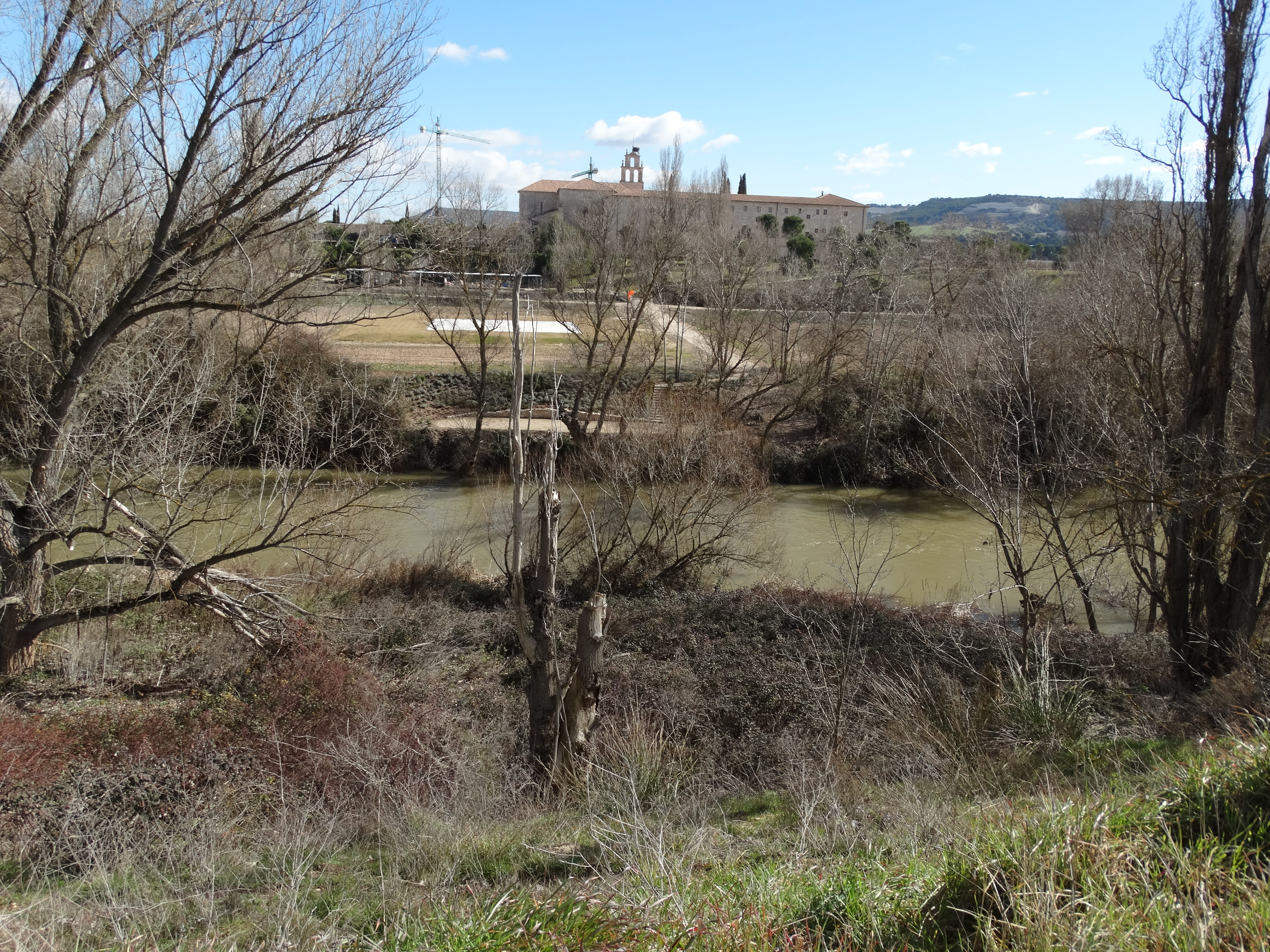
Abadía de Retuerta desde Sardoncillo, con el río Duero entremedias

El monasterio de Santa María de Retuerta se encuentra situado en la ribera izquierda del río Duero. Es un monasterio perteneciente a la orden premostratense, edificado en estilo tardorrománico y fue fundado por Sancho Ansúrez, nieto del conde Ansúrez. Fue declarado monumento histórico-artístico perteneciente al Tesoro Nacional de España el 3 de junio de 1931, teniendo por tanto la consideración actual de Bien de Interés Cultural (BIC, n.º ref. RI-51-0000998). El monasterio, principalmente su iglesia, fue restaurado y rehabilitado y pertenece al grupo empresarial privado Novartis. Es visitable.

## Cultura

### Fiestas y tradiciones

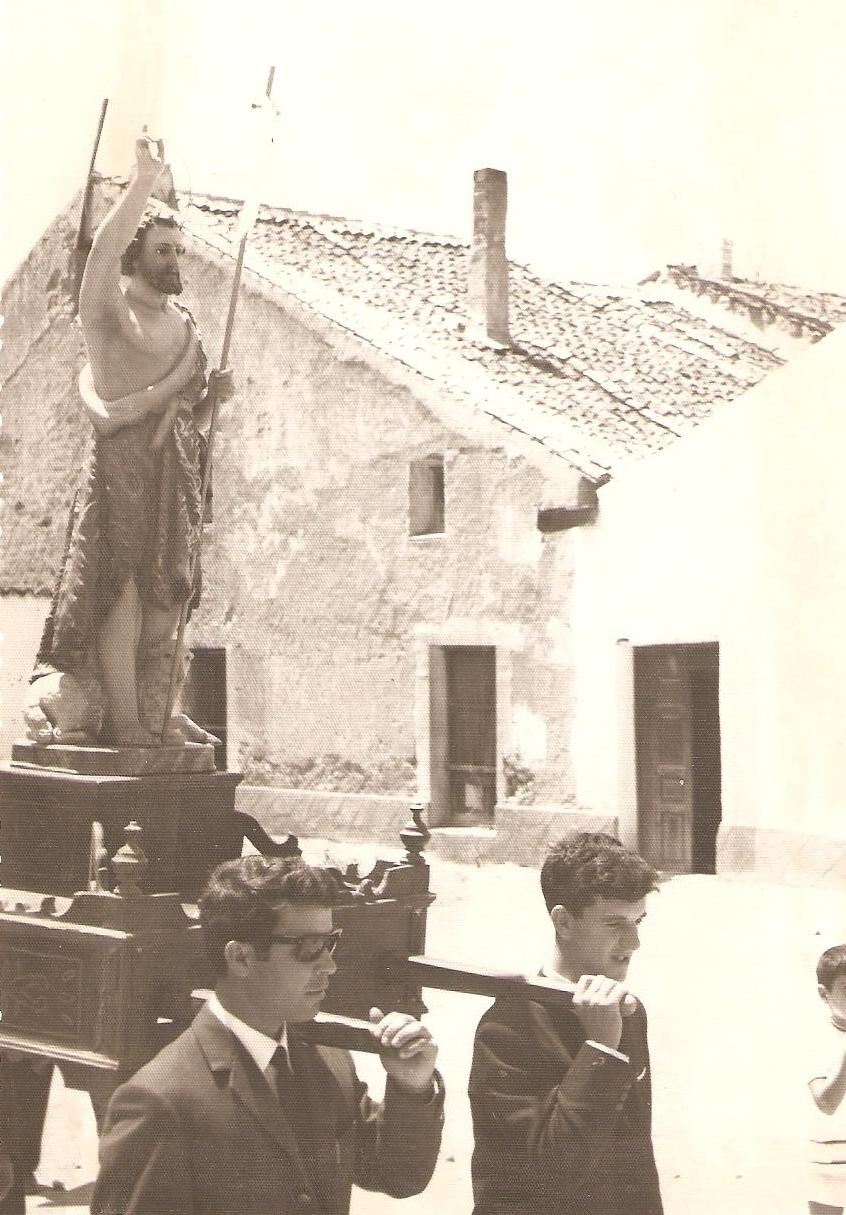
San Juan llevado a hombros por las calles del pueblo

El 24 de junio se celebra San Juan Bautista, la fiesta grande del municipio, con procesiones y misas en honor del santo, la tradicional hoguera a medianoche así como verbenas y juegos infantiles; la segunda fiesta se celebra en honor a la Virgen del Patrocinio, el primer fin de semana de agosto.

### Deportes
Sardón de Duero siempre ha sido un pueblo muy vinculado al deporte como se puede comprobar en la sección sardoneros destacados. En la actualidad destaca el equipo de fútbol sala, el CDFS Sardón contando con 3 equipos, dos secciones masculinas y una sección femenina. Existe también el Club de Atletismo de Sardón de Duero. Muchos sardoneros se dedican al deporte en la actualidad, fútbol, baloncesto y rugby copan los deportes elegidos por los jóvenes de la localidad para ocupar su tiempo de ocio.